# Waldemar Schapiro

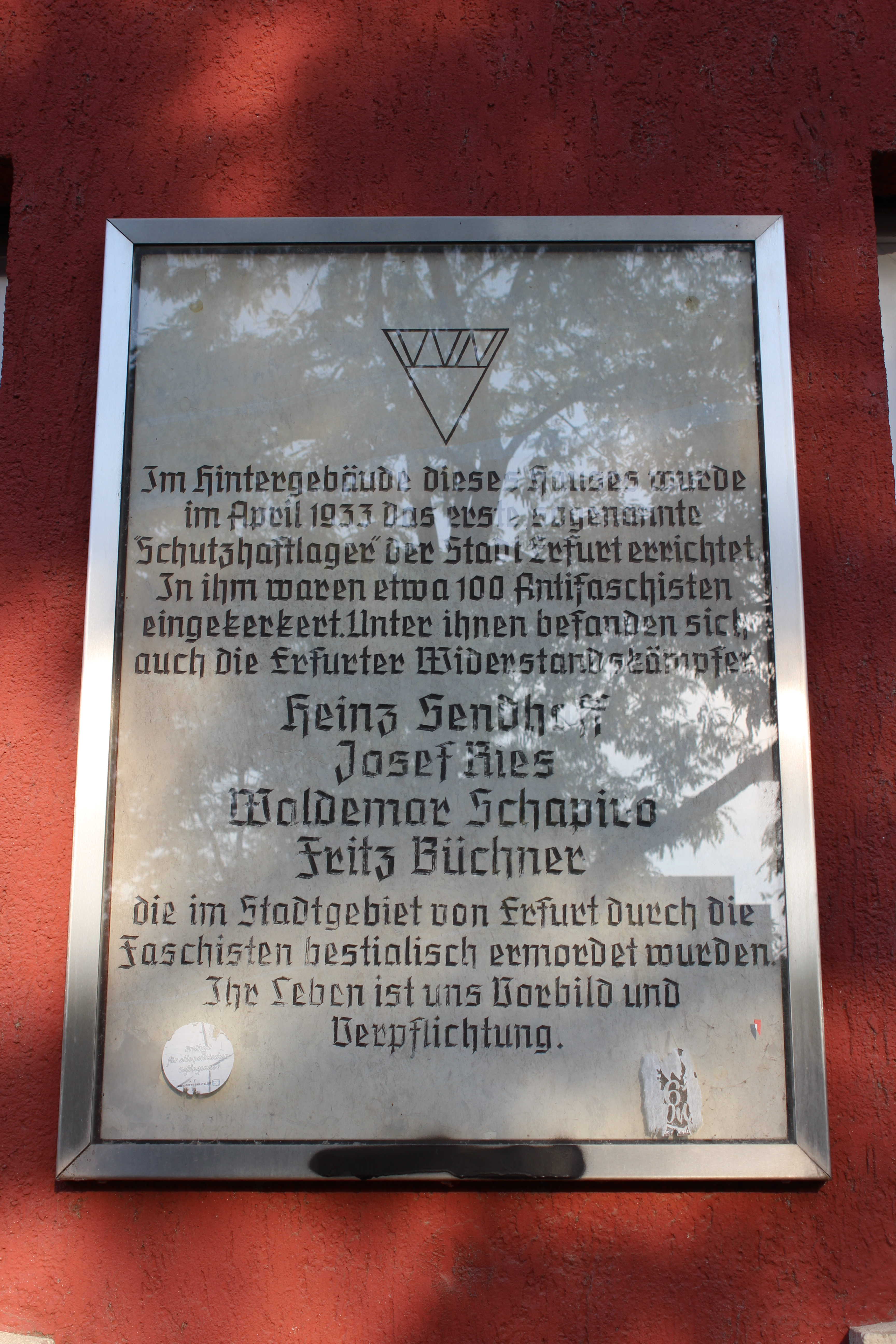
Gedenktafel am Vorderhaus des ehemaligen Schutzhaftlagers Feldstraße 18 in Erfurt

Waldemar Schapiro (eigentlich Chaim Wulf Schapiro), (* 26. Juni 1893 in Ropis, Russland; † 15. Juli 1933 in Erfurt) war ein Kaufmann und Widerstandskämpfer gegen den Nationalsozialismus.

## Leben
Er wuchs in einer jüdischen Kaufmannsfamilie im Kaiserreich Russland auf. Vor dem Ersten Weltkrieg begann er in Heidelberg ein Medizinstudium. Bei Kriegsausbruch wurde er als Bürger eines feindlichen Staates interniert.
Nach dem Krieg heiratete er die Erfurterin Lucia Reinhardt und eröffnete einen Papier- und Bürowarenhandel. 1928 befand sich die Wohnung der Familie in der Thomasstraße 57. Ohne selbst Mitglied zu sein, unterstützte er die KPD in Erfurt bei der illegalen Herausgabe des verbotenen „Thüringer Volksblattes“ durch die Lieferung von Papier und Wachsmatrizen.
Im April 1933 wurde er verhaftet, im Schutzhaftlager Feldstraße interniert und am 15. Juli 1933 nach grausamen Folterungen durch den berüchtigten SA-Sturm Laudien im Steigerwald, auf demselben Gartengrundstück wie Heinz Sendhoff, erschlagen. Die Leiche wurde von Spaziergängern gefunden und in der Leichenhalle abgegeben. Schapiro war das erste jüdische Opfer des Nationalsozialismus in Erfurt.

## Ehrungen
- 1945 Benennung der Schapirostraße in der Johannesvorstadt
- 1946 Urnengedenkstein am Opfer des Faschismus-Ehrenmal I
- 1950 (ca.) Schutzhaft-Lager-Gedenktafel, Feldstraße 18
- 1984 erste Namenstafel (von links) am Opfer des Faschismus-Ehrenmal II
- 1988 Antifaschisten-Gedenktafel, Petersberg